# スチャート・サワッシー
スチャート・サワッシー（สุชาติ สวัสดิ์ศรี、1945年6月24日 - ）はタイの詩人、小説家、編集者。アユタヤ出身。ルン・マイ（「新世代」）の先駆的存在であり、リアリズムとシュールレアリズムの双方を駆使して広範かつ前衛的な創作活動を行なっている。
タマサート大学芸術学部歴史学科を卒業後、2年間私立学校の教師を務める。その後退職し、1969年から1976年10月の廃刊まで『社会科学評論』誌の編集長を務め、並行して盛んに創作活動を行なう。1976年10月の軍事クーデターによって一時地下に潜伏するが、翌年の月刊文芸誌『作家界』の創刊を機に活動を再開。現在も複数の雑誌の編集長を務めつつ、詩を中心に幅広いジャンルの創作活動を行なっている。また新人作家を対象とするチョー・カーラケート賞を主宰し、現代タイ文学の振興に大きな貢献をしている。
作家のシーダーオルアンは妻にあたり、彼女の書く自由詩を見て執筆をすすめたという。シーダーオルアンの短編デビュー作は、スチャートが編集長を務める『社会科学評論』に掲載された。シーダーオルアンの作品には、スチャートをモデルにした人物が登場する。
1991年、アーユモンコン基金ジャーナリスト賞を受賞。1997年、シーブーラパー賞を受賞。2011年タイ王国国家芸術家の称号授与。

## 作品
- 邦訳

岩城雄次郎 編訳 「スチャート・サワッシー」『タイ現代詩選‐アジアの現代文芸[タイ]⑧』財団法人大同生命国際文化基金 1994年 p.59－82。以下、収録10篇。
- - 『日輪』1967年
  - 『静寂を破る声－ナンタ嬢に捧げる』1969年（詩集『静寂』1972年に収録）
  - 『人々』1969年（詩集『静寂』1972年に収録）
  - 『あなた』1970年（詩集『静寂』1972年に収録）
  - 『ある死刑囚の自白』1972年（詩集『静寂』1972年に収録）
  - 『慶祝二百年、天使の都』 1982年―繁栄する首都バンコクの裏にひそむ、貧富の格差の増大や庶民の生活苦を皮肉ったもの。
  - 『その子は―原爆で障害を子をもった母に捧げる』『ただ願うのは、』『偉大なる核夢想婦人の絶頂観』 1983年―「アジア文学者ヒロシマ会議」出席のための来日時。